# Graviditet
 Der er for få eller ingen kildehenvisninger i denne artikel, hvilket er et problem. Du kan hjælpe ved at angive troværdige kilder til de påstande, som fremføres i artiklen.

Graviditet (også kaldet svangerskab og frugtsommelighed) er den tilstand, hvor en kvinde har et eller flere afkom, kaldet fostre eller embryoner, inde i kroppen. Graviditeten starter ved befrugtningen (undfangelsen) og slutter ved fødslen eller ved abort. I en graviditet kan der være flere fostre, såsom tvillinger eller trillinger, som kan være enten enæggede eller tveæggede. Det medicinske felt, der beskæftiger sig med graviditet, kaldes obstetrik.
Benævnelsen "graviditet" bruges normalt kun om mennesker, mens andre pattedyr siges at være "drægtige".
Ordet "fosteranlæg" eller "embryon" (som betyder "det, som vokser indenfor") også kaldet "menneskekim" bruges til at beskrive det fremvoksende menneske de første ti uger, hvorefter ordet "foster" bruges indtil fødslen.

## Graviditetsforløb
Generelt defineres graviditet fra det tidspunkt hvor kvindens æg bliver befrugtet af mandens sæd, medicinsk defineres graviditeten nogle gange som begyndende på det tidspunkt hvor embryonet sætter sig fast i kvindens livmoder.
Den gennemsnitlige graviditets varighed er 40 uger, regnet fra sidste menstruations første dag, eller 38 uger regnet fra befrugtningen, dvs. omkring 9 måneder eller 266 dage.
Fødsel før uge 22 (tidligere uge 28, men reglerne er ændret i 2006) defineres som abort og hvis barnet er over 1000 gram, som dødfødt. Forskellen ligger i, at dødfødte børn kan begraves. Dog kan man få dispensation, således at børn født før 22. uge også kan begraves. Efter uge 28 anses fostret som levedygtigt. Fødes barnet før uge 37 kaldes det normalt for tidligt født, mens fødsler mellem uge 37 og 42 betegnes som normale.
Graviditetsperioden opdeles i tre trimestre, hvor det første trimester er de første 12 uger af graviditeten, andet trimester fra den 12. uge til den 28. uge, og det tredje trimester den resterende del af graviditeten. De første otte uger af første trimester, hvor der tales om fosteranlæg eller embryoner, kaldes også for "den embryoniske periode". I den embryoniske periode vil alle de større organsystemer blive dannet. Det resterende af graviditetsperioden kaldes "den foetale periode". Indtil graviditeten kan detekteres ved en scanner kaldes graviditeten også for en "biokemisk graviditet". Kender kvinden ikke befrugtningstidspunktet kan dette anslås ved hjælp af en måling af embryonets størrelse set ved en ultralydsscanning – en såkaldt Crown-rump length.

### Første trimester – til uge 12
Sundhedsstyrelsen anbefaler gravide kvinder dagligt tager 400 mikrogram (0,4 mg) folinsyre igennem hele 1. trimester, for at mindske risikoen for at fosteret får en neuralrørsdefekt, bl.a. sygdommen rygmarvsbrok. Folinsyren fås i almindelige multivitaminpiller.

#### Uge 2 – befrugtningsugen
Befrugtningen sker oftest 12 til 14 dage efter sidste menstruations første dag. Efter befrugtningen af kvindens æg (oocyt), sædvanligvis i æggelederen, formes en zygote – et enægget embryon. Denne vil efter omkring 30 timer begynde at undergå mitotisk celledeling, der efter to døgn er blevet til 4-8 éns celler og på tredjedagen til omkring 16 celler. Dette tidlige stade hvor embryonet består af op til omkring 32 celler kaldes også for "Morulae" ("morbær"), efter dens kugleformede struktur.
Efter tre dage i æggelederen vil Morulae-cellerne vandre gennem æggelederen til livmoderen, hvor det fra dag 6 til 8 fæster sig i livmodervæggens slimhinde – en proces der også kaldes for "implantation". I livmoderen opstår der et hulrum i cellegruppen, som bliver væskefyldt, og det hele kaldes nu en blastocyst.
Blastocysten deles i to dele – periferien, kaldet trofoblasten, og den indre, kaldet embryoblasten. Fra periferien dannes en kappe rundt om den indre cellegruppe, senere vil dette blive til fosterhinderne og moderkagen. Den indre cellegruppe bliver ophavet til selve embryonet (og er herfra man høster de embryonale stamceller der har potentialet til at dele sig til hver af de mere end 200 menneskelige celletyper). Blastocysten er på dette tidspunkt begyndt at trænge ind i livmodervæggen.
Hvis graviditeten udvikler sig med enæggede tvillinger, vil det i et ud af tre tilfælde ske før dag fem.
En blodprøve vil allerede 24 – 48 timer efter befrugtningen kunne afsløre graviditeten gennem et protein kaldet "Tidlig graviditetsfaktor" ("Early pregnancy factor" – EPF). Proteinet har til formål at "snyde" moderens immunforsvar, så embryonet ikke vil blive betragtet som et fremmedlegeme og angrebet af immunforsvaret.

#### Uge 3 – fosterets første uge
Det befrugtede æg har nu delt sig til en cellegruppe på ca. 2 mm. i diameter, og skiftet form fra at være kugleformet til en flad skive. Af den perifere omkransende embryoblast er der dannet en moderkage, ligesom fostervand og fosterhinder er under udvikling. Af den indre embryoblast dannes to lag, der kaldes epiblasten og hypoblasten, som har struktur som en flad skive og tilsammen kaldes for en tolaget kimskive. Af hypoblasten dannes blommesækken, som er en af de strukturer gennem hvilke moderen i den tidligste fase forsyner embryonet med næringsstoffer. Epiblasten vil senere udvikle sig til amnionhulen, hulrummet hvori der er fostervand omgivet af årehinden amnion.
Hvis graviditeten udvikler sig med enæggede tvillinger, vil det i to ud af tre tilfælde ske mellem dag fem og dag ni. Hvis det sker efter dag ni, er der forhøjet risiko for at de udvikler sig som siamesiske tvillinger.
Celler fra det voksende embryon begynder at producere et graviditetsbevarende hormon, der hedder "humant choriongonadotropin" (hCG) ("Menneskeligt moderkagehormon"), der er det stof, de fleste graviditetstest reagerer på. hCG har til formål at opretholden produktionen af hormonet progesteron, som skal afbryde den normale menstruationscyklus, således at graviditeten kan fortsætte.

#### Uge 4 / fosterets uge 2
I fosterets tredje uge starter udviklingen af den tynde skive til et 2mm langt embryo. Embryoet gennemgår hvad der betegnes som "kimlagsprocessen" – hvori den flade skive danner tre lag med tre forskellige grupper af celler. Kimlagene – som kaldes "det ydre lag" (ektoderm) (dannet af epiblasten), "det midterste lag (mesoderm), og "det inderste lag" (endoderm) (dannet af hypoblasten) – danner udgangspunkt for de forskellige organer. Af det ydre lag dannes blandt andet hjernen, rygmarven, nerver, hud, negle og hår. Af det midterste lag stammer nyrer, hjertet, knogler, muskler og blodceller. Af den sidste inderste lag kommer blandt andet dele af leveren og bugspytkirtlen såvel som dele af åndedrætssystemet og fordøjelseskanalen. Hjernen begynder at specialisere sig i tre dele, som kaldes forhjernen, midthjernen og baghjernen. Blommesækken begynder at producere blod med egen blodtype og et tidligt hjerte begynder at tage form og udvikle separate hjertekamre.
Hjertet begynder at slå i starten af 6 uge med omkring 150 slag i minuttet. Embryoet er nu knyttet til moderkageområdet med en lille stilk, som senere udvikler sig til navlestrengen.

#### Uge 5 / fosterets uge 3
Embryonet er nu omkring 4 mm. stort og er begyndt at forme sig som en kurve, eller bogstavet C – dette skal senere blive til fosterstillingen. Hjertet vokser og begynder at slå regelmæssigt. Huden er kun én celle tyk og derfor gennemsigtig, så man kan se ind til de indre organer, hvoraf de fleste nu er klart identificerbare. Tidlige anlæg til ører og mund såvel som arm- og benkno-pper bliver udviklet. Øjnene, som blot er små mørke pletter, ligger i starten på hver sin side af hovedet, men bevæger sig mod forsiden. I uge tre vil embryonet blive omgivet af den gennemsigtige fosterhinde og ligge i et bad af fostervand, som beskytter fosteret mod skader.
Moderen vil grundet hormonproduktionen nu begynde at kunne mærke graviditeten, f.eks. i form af brystspændinger, ømme eller voksende bryster, træthed, morgenkvalme, hovedpine, øget appetit og humørsvingninger. Livmoderen er ikke begyndt at vokse. Morgenkvalme berører ca. 70% af alle gravide, men vil som regel ophøre i slutningen af 1. trimester.

#### Uge 6 / fosterets uge 4
Embryonet er nu omkring 4–10 mm. stort. Øjenlinser danner begyndelsen på øjne. Næsebor formes. Hænder formes som små padler på armene. Benene opdeles i lår og læg. Blod begynder at cirkulere. Hovedet udgør nu omkring 1/3 af hele embryonets størrelse. Hjernen inddeles i fem områder.
Livmoderen er vokset til størrelse som en knytnæve, men graviditeten er stadig ikke synlig udefra.

#### Uge 7 / fosterets uge 5
Embryonet er nu omkring 13 mm. stort. Lunger begynder at forme sig. Armene og benene er blevet forlænget med klart synlige fødder og hænder, der udvikler fingre og tæer – som stadig kan have svømmehud. Hjernen fortsætter med at udvikle sig.

#### Uge 8 / fosterets uge 6
Embryonet er nu omkring 18 mm. stort og vokser med 1 mm. om dagen. Det vejer nu omkring 1 gram og vil i løbet af uge 8 have nået en størrelse på over 1 milliard celler, fra den oprindelige ene. Alle essentielle indre organer er under udvikling. Brystvorter og hårsække formes. Halsen begynder at udvikles. Albuer bliver synlige. Man vil kunne se antydninger af ansigt. Øjnene er dækket af hud som bliver til øjenlåg. Små hævelser på siden af hovedet viser at anlæg til de ydre ører er på plads. Ved piger vil æggestokkene blive dannet. Hjernen begynder at registrere aktivitet. Embryonet begynder at bevæge hænder, arme og ben – og have hikke. Embryonet vil allerede nu være højre- eller venstrehåndet. Ved berøring vil embryonet vise gribebevægelser, suttebevægelser eller skrækrefleks. Fosteranlægget laver åndedrætsøvelser, selv om det er nedsunket i fostervand og der ikke er noget ilt.

#### Uge 9 / fosterets uge 7
Dette er enden på den embryoniske periode og embryonet eller fosteranlægget kaldes nu for et foster. Alle vigtige organer vil være skabt på dette tidspunkt hvorfor fosteret vil ikke være så sårbart overfor omgivelserne som embryonet; men påvirkning af giftige kemikalier vil stadig kunne medføre fysiologiske misdannelser.
Fosteret er nu omkring 24–33 mm. stort og har fordoblet sin vægt til 2 gram. Ansigtet fortsætter med at tage form. Øjenlågene begynder at tage mere form. Tungen udvikler smagsløg og mælketænderne begynder at vokse frem. Ørene begynder at antage deres færdige form. Fingre og tæer har ikke længere svømmehud. Knæene udvikles. Ved pigefostre er livmoderen nu synlig. De ydre kønsorganer er synlige, men det vil endnu ikke være muligt ved syn at afgøre fosterets køn. Navlestrengen er færdigudviklet.
Nerver i ansigtet og flere steder på kroppen er nu funktionsdygtige og kan føle berøring. Som reaktion på berøring på fodsålen vil fostret krumme tæer eller bøje sig sammen. Fostret bevæger hovedet og griber ud med hænderne. Munden kan åbnes og lukkes og fosteret vil ind imellem sutte på tommelfinger og synke fostervand.

#### Uge 10 / fosterets uge 8
Fosteret er nu omkring 34–45 mm. Fostret vil i uge ti igangsætte en voldsom vækst og forøge sin kropsvægt med omkring 3/4. Hovedet udgør næsten halvdelen af fosteret og er blevet mere rundt i form. Øjenlågene er færdigudviklede og vil lukke og ikke åbne igen før uge 25-28. Finger- og tånegle udvikles og fostret får unikke fingeraftryk som ikke vil ændre sig igennem hele livet.
Fostret sutter på tommelfinger, gaber og åbner og lukker munden.

#### Uge 11 / fosterets uge 9
Fosteret er omkring 60 mm stort og vil veje omkring 30 gram. Hjernens grundstruktur er færdigudviklet. Næse og læber er nu helt færdigdannet. De ydre kønsorganer er nu så udviklet at fostrets køn kan ses. Fosteret bevæger sig rundt i fostervandet, uden det dog vil kunne mærkes af moderen, da der endnu er god plads.

### Andet trimester – uge 12 til 28

#### Uge 12 – 14 / fosterets uge 10 – 12
Fosteret er omkring 80 mm. (8 cm.) og vejer omkring 40 gram. Ribbenene kan ses. Lemmerne er lange og tynde. De øvre lemmer vil nu opnå den endelige proportion i forhold til resten af kroppen. Røde blodceller produceres i leveren. De ydre kønsorganer er nu klart differentierbare og kønnet kan afgøres ved en ultralydsscanning. Ansigtet er mere udviklet med tydelig næse og hage. Håret på hovedet begynder at vokse frem. Munden kan åbnes og lukkes og fosteret vil ind imellem sutte på en finger. Fosteret åbner og lukker hænderne til en knytnæve.
Berøring omkring munden vil igangsætte "den brystsøgende refleks", hvor fostret drejer hovedet mod berøringen. Dette skal hjælpe den nyfødte baby til at finde brystvorten under amning.

#### Uge 14 – 18 / fosterets uge 12 – 16
Fosteret vil i denne periode nå en størrelse på omkring 15 cm, i starten af uge 14 vil fosteret veje omkring 125 gram. Huden er stadig gennemsigtig. Knoglerne optager calcium og bliver hårdere ("ossificerer"). Øjnene sidder på deres rigtige plads.
Fosteret vil lave suttebevægelser med munden. Både arme og ben er færdigudviklede og fosteret er mere aktivt. I denne periode vil moderen begynde at mærke liv.
Fosteret kan efter den 12. fosteruge ikke længere legalt aborteres efter den danske abortlovgivning fra 1973. Frem til 24. fosteruge kan der stadig ansøges om sen abort hvis der foreligger specielle omstændigheder, typisk i form mentale handicap og misdannelser.

#### Uge 18 – 21 / fosterets uge 16 – 19
I uge 20 vil fosteret opnå en størrelse på 20 cm. og vejer i starten af uge 16 omkring 225 gram. Øjenbryn og øjenvipper bliver synlige. Fosterets hjertebanken kan høres med et stetoskop. Fosteret begynder at følge døgnrytmen med nat og dag. Øresneglen er fuldt udviklet og fosteret begynder at reagere på lyde.

#### Uge 21 – 25 / fosterets uge 19 – 23
Fosteret når i uge 24 en længde på 28 cm og vil veje omkring 725 gram. Øjnene, øjenbryn og øjenvipper er fuldt udviklede. Lungerne fyldes med luftrum og begynder at fungere. Fosteret ligner nu et barn, om end huden stadig er noget gennemsigtig så knogler og indre organer er synlige.
Fosteret griber om sine egne fødder. Omkring uge 24 åbner øjnene sig igen og fosteret vil nu reagere med at blinke øjnene og med skrækrefleks på skarpt lys, pludselige bevægelser eller høje lyde.

#### Uge 25 – 28 / fosterets uge 23 – 26
Fosteret vil i uge 27 blive omkring 34 cm. og veje 1000-1100 gram. Fostrets hjertebanken kan nu høres med det blotte øre, ved at lægge det til maven. Øjnenes pupiller bliver lysfølsomme og tårekanalerne begynder at producere tårer. Duft- og smagssanserne er nu fuldt udviklede og fosteret vil reagere på sødestoffer tilsat fostervandet ved at drikke mere, og bittert stof ved at skære ansigtsudtryk og drikke mindre. Fosteret laver kolbøtter i fostervandet.

### Tredje trimester – uge 28 og frem

#### Uge 28 / fosterets uge 26
Fosteret vokser til en længde af 38 cm. og en vægt på omkring 1,2 kg. Øjenlågene åbner og lukker. Lungerne og åndedrætssystemet er nu tilstrækkeligt udviklet til at et barn født i uge 28 har en chance for at være levedygtigt.

#### Uge 32 / fosterets uge 30
Fosteret får en længde på ca. 38–43 cm. og en vægt på omkring 2 kg. Knoglemarven overtager opgaven med at producere røde blodlegemer fra leveren. Fedtlaget omkring huden vokser hurtigt og huden er ikke mere så gennemsigtig. Knogler er fuldt udviklet, men stadig bløde og bøjelige. Barnet fylder godt ud i livmoderen, så moderen nu vil begynde at mærke en del bevægelse og spark.

#### Uge 36 / fosterets uge 34
Fosteret får en længde på ca. 40–48 cm. og en vægt på omkring 2,5–3 kg. De fleste fostre vil vende sig med hovedet nedad for at forberede fødslen.
En baby født i uge 36 har en stor chance for overlevelse men kan kræve medicinsk intervention.

#### Uge 37 – 40 / fosterets uge 35 – 39
I uge 37 vil fosteret typisk være omkring 48–53 cm. Fosteret anses som færdigudviklet ved den 39. graviditetsuge og veje omkring 3 kg.
- Embryon 4 uger efter befrugtningen[3]
- Foster 8 uger efter befrugtningen[4]
- Foster 18 uger efter befrugtningen[5]
- Foster 38 uger efter befrugtningen[6]

- Relativ størrelse i den 1. måned (simplificeret illustration)
- Relativ størrelse i den 3. måned (simplificeret illustration)
- Relativ størrelse i den 5. måned (simplificeret illustration)
- Relativ størrelse i den 9. måned (simplificeret illustration)

- Scanning i 7. uge
- Scanning i 13. uge
- Scanning i 17. uge
- Scanning i 20. uge

### Fødsel
Fødsel (også kaldet forløsning) er den proces hvorved spædbarnet som afslutningen på graviditeten fødes; forlader moderens krop. I Danmark bliver størstedelen af fødsler foretaget på hospitaler, hvor den fødende kan få en epiduralblokade for at mindske smerterne, mens en mindre del foregår som hjemmefødsler. Som fødselshjælper er en jordemoder, samt fødselslæge hvis der opstår komplikationer. De fleste fødsler foregår som vaginalfødsel uden komplikationer, men antallet af kejsersnit har de sidste år været stigende. I 2006 fik 14.000 kvinder foretaget kejsersnit, hvilket svarer til 22,3% af alle fødsler det år.
Det nyfødte spædbarn vil efter fødslen være stærkt påvirket af modernes forhøjede hormonproduktion fra slutningen af graviditeten, hvilke kan bevirke forstørrede kønsorganer og en sparsom mælkeproduktion i brystkirtlerne hos både drenge- og pigebørn – kaldet "heksemælk". Dette vil hurtigt forsvinde.
Umiddelbart efter fødslen vil babyen have en periode hvor det er meget vågent, her vil både baby og moder være hormonalt betinget til at skabe følelsesmæssigt bånd gennem produktion af hormonet oxytocin – som også frigives under amning.

## Abort

### Spontan abort
Kroppen aborterer i mange tilfælde fosteret spontant, hvis der er misdannelser eller andre problemer, f.eks. kromosomafvigelser. De fleste spontane aborter sker før 12. graviditetsuge.

### Provokeret abort
Abortlovens §1. En kvinde kan uden tilladelse få sit svangerskab afbrudt, hvis indgrebet kan foretages inden udløbet af 12. svangerskabsuge og kvinden, efter at reglerne i § 8 er iagttaget, fastholder sit ønske om svangerskabsafbrydelse
Der har siden den nuværende abortlov trådte i kraft den 1. oktober 1973 været fri abort i Danmark til og med den 12. graviditetsuge. En kvinde der søger at få foretaget abort før den 13. graviditetsuge er ikke forpligtet til at angive en årsag eller forklaring. Ansøgningen kan forelægges egen læge, eller til hospitalet der udfører indgrebet. Den kan være mundtlig, men kan ikke foretages af andre end kvinden selv; f.eks. faderen til barnet eller en værge – undtagelsesvis, hvis moderen er under 18 eller psykisk syg, er det kun pigens forældre eller værge der kan ansøge om abort og ikke pigen selv.
Tilladelse til abort efter den 12. graviditetsuge skal søges gennem Samråd. Der skal foreligge ekstraordinære omstændigheder, såsom vanskabte fostre, fare for moderens liv ved graviditeten eller hvis graviditeten er sket på grundlag af en lovovertrædelse som voldtægt eller blodskam. Jo længere henne i graviditeten ud over den 12. uge, des stærkere argumenter skal fremlægges.
Ulovligt udførte aborter straffes efter Abortloven med fængsel i op til 2 år (§14 stk. 1) – og op til 4 år hvis den ulovlige abort udføres af en person uden de rette lægelige kvalifikationer (§14 stk. 3) – det, der almindeligvis kendes som kvaksalveri.
Siden 1989 kan læger, sygeplejersker, jordemødre og sygehjælpere – eller personer under uddannelse til disse fag – for hvem det strider mod deres etiske eller religiøse opfattelse fritages for pligt til at deltage i abortindgrebet (§10 stk. 2).
Reglerne er kun gældende i Danmark, ikke på Færøerne eller Grønland.

## Den subjektive oplevelse af graviditet
Kvindens krop undergår en række forandringer gennem graviditeten, både fysisk og biokemisk. Samtidig sker der en psykologisk udvikling, især for førstegangsfødende, mens kvinden knytter bånd til den ufødte, og emotionelt gør sig klar til rollen som mor. Alt dette kan medføre en række forskellige, subjektive oplevelser for kvinden, der kan spænde fra smerter og ubehag[kilde mangler] over ændrede spisevaner[kilde mangler] til søvnproblemer eller humør- og temperatursvingninger. Det hører dog med til billedet, at graviditeten oftest er vidt forskellig fra kvinde til kvinde, og endda fra graviditet til graviditet; således kan den kvinde, der tidligere har oplevet en besværlig graviditet have en ganske ubesværet graviditet senere, eller omvendt.[kilde mangler]

## Fejring af graviditeten
Efter amerikansk mønster er det de senere år blevet populært at den vordende mor, eller en af hendes veninder, et par måneder før graviditetens udløb arrangerer en såkaldt babyshower fest, hvor den snart-fødte baby fejres og hvor gæsterne kommer med gaver for at sende de kommende forældre godt på vej.

## Graviditet i tal
Der blev i Danmark født 64.984 levendefødte babyer i 2006, hvilke er 702 mere end året før 2005 (64.282)  og 11.093 færre end i 1960 (76.077). Den samlede fertilitet. (fødte børn per kvinde) for danske kvinder lå i 2003 på 1,76 barn per kvinde og 1,85 i 2006, hvilket ligger i omegnen af de andre skandinaviske lande som har en forholdsvist høj fertilitet i europæisk sammenhæng, men stadig ligger en del under reproduktionspunktet, hvor befolkningen – minus indvandring og udvandring – opretholder sin størrelse over tid, som er 2,1 – 2,4, så i det store tidsperspektiv er den stadig lav. Kvinder i København og de andre større byer føder færrest børn
På Færøerne blev der i 2006 gennemført 661 graviditeter, mod 712 i 2005. Den samlede fertilitet (barn per kvinde) er hhv. 2,5 og 2,4 på hhv. Færøerne og Grønland.
Gennemsnitsalderen for samtlige danske fødende kvinder var i 2005 30,2 år op fra 27 år i 1960. Alderen for førstegangsfødende er også steget så den i 2006 lå på 29 år – op fra 23 år i 1960. Antallet af danske teenagemødre har faldet markant siden midt i 1960erne. I 2003 blev der født 854 børn af teenagemødre, mod 3.147 i 1980
. I 1995 var 2% af børn født af teenagemødre, ned fra 12% i 1964. Gennemsnitlig blev der i 1998 født 8,1 børn per 1.000 kvinde mellem 15 og 19.
Antallet af flerfoldsfødsler (tvillinger, trillinger, etc.) er steget fra 12 ud af 1.000 i 1960, til 22 ud af 1.000 i 2001. Andelen af trillinger er alene steget med 400-500%.
I absolutte tal blev der gennemført 1.411 tvillingegraviditeter i 2005 mod 901 i 1960, og 32 trillingegraviditeter i 2005 mod 8 i 1960
. Stigningen i flerfoldsfødsler er hovedsagligt et resultat af øget brug af fertilitetsbehandling og kunstig befrugtning.
I 2006 blev der født 232 dødfødte børn, ned fra 356 i 1997. I hele perioden 1997 – 2006 har andelen af dødfødsler ligget fast på omkring 0,4%-0,5% af alle fødsler. Nogle medier har rapporteret om et stærkt stigende antal dødfødte., men de højere tal skyldes en ændret optællingsmetode fra og med 2004. Hvor dødfødte før regnes som fødte efter 28. graviditetsuge, regnes der nu fra 22. graviditetsuge
Mødredødelighed (Maternal Mortality Rate – MMR), antallet af gravide kvinder der dør som følge af deres graviditet eller fødsel, udregnes som et gennemsnit af antal døde mødre per 100.000 levendefødt fødsel. Sierra Leone har med 2.000 verdens højeste antal, efterfulgt af Afghanistan på 1.900. Verdensgennemsnittet er 400. Gennemsnittet for de industrialiserede lande er 20. Tallet for Danmark er 5 – hvilket betyder at omkring 1 ud af hver 9.800 kvinde kan forvente at dø af graviditet i Danmark.
40% af fødsler er af ugifte mødre.

## Etymologi
"Frugtsommelig" var det oprindelige danske ord, som siden blev erstattet af det tyskinspirerede "svangerskab", som igen i midten af det tyvende århundrede i høj grad er blevet erstattet af det oprindelige medicinske ord "graviditet". Ordet "frugtsommelig" bruges stadig i flere bibeloversættelser.

### Svangerskab
Ordet "svanger" var et adjektiv som oprindeligt stammer fra 1200-tallets tysk ("schwanger"). Svanger betød i denne sammenhæng en tung eller langsom ting, mens endelsen "skab" er påsat for at omdanne adjektivet til substantiv. "Svanger" som adjektiv er siden forsvundet ud af sproget igen.

### Graviditet
Ordet "graviditet" kommer af det latinske "gravidus", "gravis"; betydende "bebyrdet, tung".

### Eufemismer og slang
Graviditet og den gravide kvinde omtales også med en lang række eufemismer og poetiske omskrivninger, lige fra det respektfulde eller poetiske ("med barn", "i lykkelige omstændigheder", "venter sig") til det mere kradse ("være tyk", "med rogn", "brød i ovnen").